# Storstrømmen
Storstrømmen oder der Storstrøm (dän. für: „Großer Strom“) ist eine etwa 10 Kilometer lange Meerenge zwischen den dänischen Inseln Sjælland, Falster, Masnedø und Farø. Westlich öffnet sich der Storstrøm in das Smålandsfarvandet, östlich geht er in den Grønsund über. Die Storstrømsbroen überquert den Storstrøm zwischen Falster und Masnedø, die südliche der beiden Farø-Brücken zwischen Falster und Farø.
Der Storstrøm war namensgebend für Storstrøms Amt, eine Amtskommune, die sich von 1970 bis 2007 über das südliche Seeland, Falster, Møn und Lolland erstreckte und für Storstrøms Kunstmuseum, heute Fuglsang Kunstmuseum.